# Servidão
A servidão era o estado da maioria da população sob o regime do feudalismo, especificamente em relação ao senhorio e a sistemas semelhantes. Era uma condição de servidão por dívida e de servidão por contrato com semelhanças e diferenças com a escravidão, que se desenvolveu na Europa durante o final da Antiguidade e início da Idade Média, e perdurando em alguns países até meados do século XIX.
A servidão era o status de muitos camponeses sob o feudalismo, especificamente relacionado ao manorialismo e sistemas similares. Era uma condição de servidão por dívida e servidão contratada com semelhanças e diferenças em relação à escravidão. Desenvolveu-se durante a Antiguidade Tardia e Início da Idade Média na Europa e durou em alguns países até meados do século XIX. 

## Características
Ao contrário dos escravos, os servos não poderiam ser comprados, vendidos ou comercializados individualmente, embora pudessem, dependendo de sua região, ser vendidos junto com as terras em que residiam. Os kholops na Rússia e os vilões em bruto na Inglaterra, em contraste, poderiam ser negociados como escravos regulares, serem abusados sem direitos sobre seus próprios corpos, não poderiam deixar a terra a qual pertenciam e poderiam se casar apenas com o aval de seu senhor. Os servos que ocupavam um lote de terra também eram obrigados a trabalhar para o senhor que possuía aquela terra. Em troca, eles tinham direito à proteção, à justiça da época e o direito de cultivar certos campos agrícolas dentro do feudo para manter a subsistência de sua família. Frequentemente, os servos eram obrigados não apenas a trabalhar nos campos do senhor, mas também em suas minas e florestas e a trabalhar na manutenção de estradas e outros tipos de infraestrutura (ver: Obrigações feudais). O feudo formava a unidade básica da sociedade feudal, e o senhor feudal e seus servos estavam legalmente ligados primeiramente pela taxação, seguidos pela ordem social. 
O declínio da servidão na Europa Ocidental tem sido por vezes atribuído à epidemia generalizada de peste da Peste Negra, que atingiu a Europa em 1347 e causou mortes em massa, perturbando a sociedade. Por outro lado, a servidão tornou-se mais forte na Europa Central e Oriental, onde anteriormente era menos comum (este fenómeno era conhecido como "segunda servidão"). Na Europa Oriental, a instituição persistiu até meados do século XIX. No Império Austríaco, a servidão foi abolida pela Patente da Servidão de 1781; as corvées continuaram a existir até 1848. A servidão foi abolida na Rússia em 1861.  
A Prússia declarou a servidão inaceitável nas suas Leis Gerais do Estado para os Estados Prussianos em 1792 e finalmente aboliu-a em Outubro de 1807, na sequência do Movimento de Reforma Prussiana. Na Finlândia, Noruega e Suécia, o feudalismo nunca foi totalmente estabelecido e a servidão não existiu; na Dinamarca, existiam instituições semelhantes à servidão tanto nos stavns (o stavnsbånd, de 1733 a 1788) como na sua vassala Islândia (o mais restritivo vistarband, de 1490 a 1894). 
De acordo com o historiador medievalista Joseph R. Strayer, o conceito de feudalismo também pode ser aplicado às sociedades da antiga Pérsia, antiga Mesopotâmia, Egito desde o final do Império Antigo até o Império Médio (Sexta a XII dinastia), Norte e Central governados pelos islâmicos. Índia, China (dinastia Zhou e fim da dinastia Han) e Japão durante o Xogunato. Wu Ta-k'un argumentou que os fengjian Shang-Zhou eram propriedades de parentesco, bastante distintas do feudalismo. James Lee e Cameron Campbell descrevem a dinastia Qing chinesa (1644–1912) como também mantendo uma forma de servidão. 
Melvyn Goldstein descreveu o Tibete como tendo tido servidão até 1959,  mas se a forma tibetana de arrendamento camponês que se qualificava como servidão era difundida ou não é contestada por outros estudiosos.   O Butão é descrito por Tashi Wangchuk, um funcionário público butanês, como tendo abolido oficialmente a servidão em 1959, mas ele acredita que menos de ou cerca de 10% dos camponeses pobres estavam em situação de propriedade de direitos autorais.  A Convenção Suplementar das Nações Unidas de 1956 sobre a Abolição da Escravatura também proíbe a servidão como uma prática semelhante à escravatura. 
Instituições sociais semelhantes à servidão eram conhecidas na antiguidade. O status dos hilotas na antiga cidade-estado grega de Esparta lembrava o dos servos medievais. Por volta do século III dC, o Império Romano enfrentou uma escassez de mão de obra. Os grandes proprietários de terras romanos dependiam cada vez mais de homens livres romanos, agindo como arrendatários, em vez de escravos para fornecer trabalho. Estes arrendatários, mais tarde conhecidos como coloni, viram a sua condição deteriorar-se constantemente. Como o sistema tributário implementado por Diocleciano avaliava os impostos com base tanto na terra como nos habitantes dessa terra, tornou-se administrativamente inconveniente para os camponeses deixarem a terra onde foram contados no censo. 
A servidão medieval realmente começou com a dissolução do Império Carolíngio por volta do século X. Durante este período, poderosos senhores feudais encorajaram o estabelecimento da servidão como fonte de trabalho agrícola. A servidão, de facto, era uma instituição que reflectia uma prática bastante comum, segundo a qual os grandes proprietários de terras tinham a garantia de que outros trabalhavam para os alimentar e eram reprimidos, legal e economicamente, enquanto o faziam. Este arranjo forneceu a maior parte do trabalho agrícola durante a Idade Média. A escravidão persistiu durante toda a Idade Média, mas era rara. No final da Idade Média, a servidão começou a desaparecer a oeste do Reno, ao mesmo tempo que se espalhava pela Europa Oriental. A servidão chegou à Europa Oriental séculos depois da Europa Ocidental – tornou-se dominante por volta do século XV. Em muitos destes países, a servidão foi abolida durante as invasões napoleónicas do início do século XIX, embora em alguns tenha persistido até meados ou finais do século XIX. 

## História

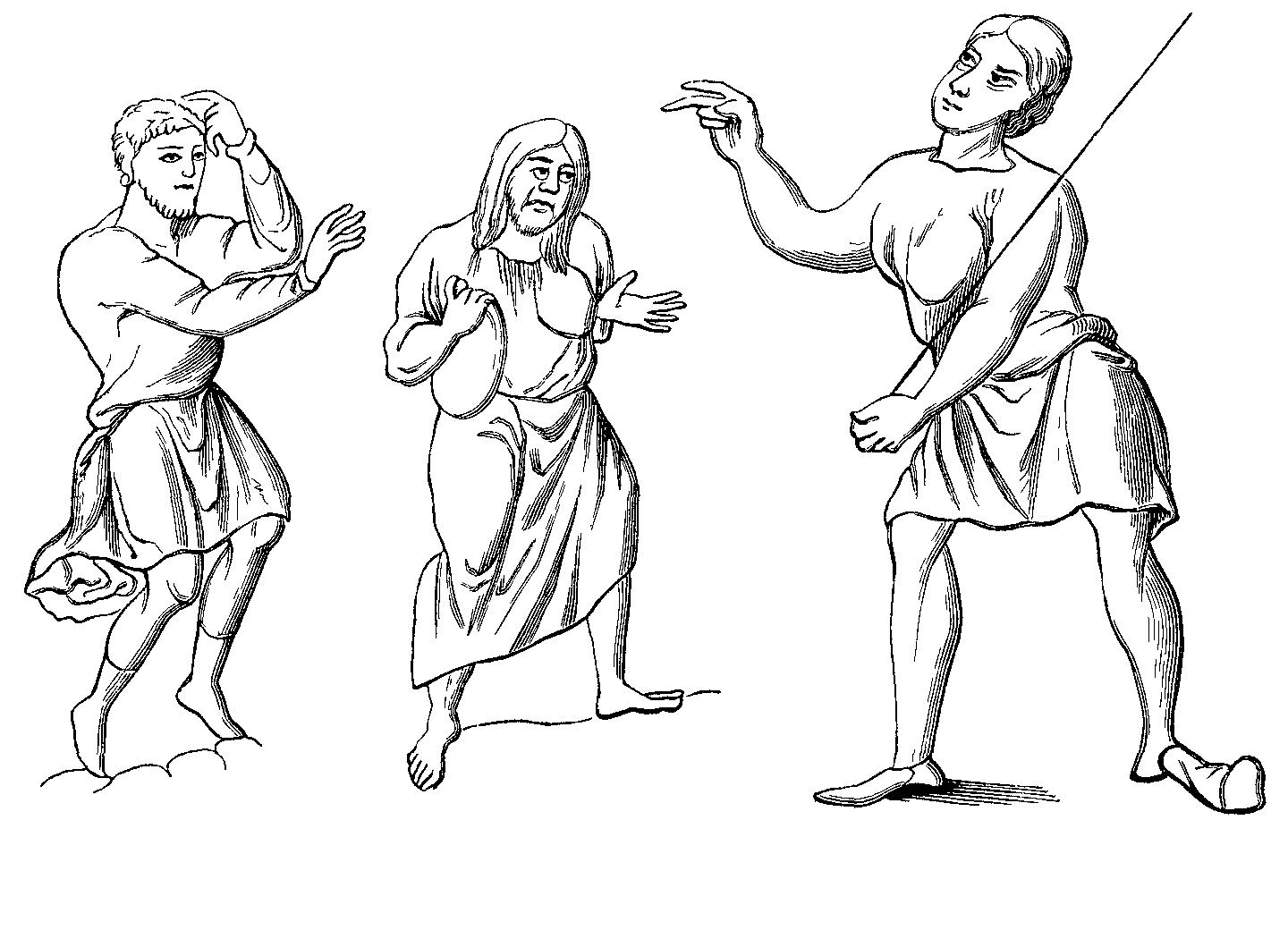
Desenho recolhido por H. de Vielcastel retrata os servos na Europa medieval.

É comum associar o declínio da servidão na Europa Ocidental à Peste Negra, que atingiu o continente em 1347 e causou mortes em massa, perturbando a ordem social até então vigente. O declínio, no entanto, havia começado antes dessa data. A servidão tornou-se cada vez mais rara na maior parte da Europa Ocidental após o renascimento medieval no início da Baixa Idade Média. Todavia, ao mesmo tempo em que perdia força na Europa Ocidental, a servidão se consolidou cada vez mais na Europa Central e Oriental, onde antes era menos comum, sendo este fenômeno conhecido como "servidão posterior".
Na Europa Oriental, a instituição persistiu até meados do século XIX. No Império Austríaco, a servidão foi abolida pela Patente da Servidão de 1781, com a exceção da corveia, que perdurou até 1848. A servidão foi abolida no Império Russo com a chamada Reforma Emancipadora, em 1861. A Prússia declarou a servidão inaceitável no código das Leis Gerais do Estado, abolindo a prática por definitivo em outubro de 1807, no rastro do movimento das Reformas Prussianas. Nos países nórdicos, o feudalismo não chegou a ser consolidado, e a servidão não existiu; no entanto, regimes semelhantes à servidão existiam na Dinamarca (o stavnsbånd, entre 1733 e 1788) e de forma mais restritiva em seu Estado vassalo, a Islândia (o vistarband, entre 1490 e 1894).

De acordo com o historiador medievalista Joseph R. Strayer, o conceito de feudalismo também pode ser aplicado às sociedades da antiga Pérsia, antiga Mesopotâmia, Egito (da sexta à décima segunda dinastia), norte e centro da Índia islâmica, China (durante as dinastias Shang e Zhou e no final da Dinastia Han) e o Japão durante o Bakufu. No entanto, Wu Ta-k'un argumentou que fengjian das dinastias Shang e Zhou eram propriedades de parentesco, bastante distintas do feudalismo. Além disso, James Lee e Cameron Campbell descrevem a dinastia Qing chinesa (que perdurou entre 1644 e 1912) como mantendo também uma forma de servidão.

Representação de um clérigo, um cavaleiro e um servo da Idade Média(ver: Cavalaria medieval).

Durante o período colonial dos Estados Unidos, até fins do século XVII (quando o emprego de escravos africanos tornou-se massivo) a servidão por contrato foi comum. Colonos pobres (ingleses e outros europeus) trabalhavam como servos contratados por, de quatro a sete anos, para quitar dívidas de seu transporte da Europa até as Treze Colônias.
Melvyn Goldstein descreveu que no Tibete havia servidão até 1959, mas qualificar o sistema tibetano de arrendamento de camponeses como servidão é algo contestado por outros estudiosos.
A Convenção Complementar sobre a Abolição da Escravatura da Organização das Nações Unidas, firmada em 1956, também proíbe a servidão por ser uma prática degradante e semelhante à escravidão.
A palavra servo originou-se do francês médio servo e foi derivada do latim servus ("escravo"). Na Antiguidade Tardia e na maior parte da Idade Média, os que hoje são chamados de servos eram geralmente designados em latim como coloni. À medida que a escravatura desapareceu gradualmente e o estatuto jurídico dos servi tornou-se quase idêntico ao dos coloni, o termo mudou de significado para o conceito moderno de "servo". A palavra "servo" foi registrada pela primeira vez em inglês no final do século XV e chegou à sua definição atual no século XVII. A servidão foi cunhada em 1850. 

## Justiça senhorial
A jurisdição senhorial descreve o sistema legal que estava sob o controle direto dos senhores feudais durante a Idade Média, especialmente nos sistemas feudais europeus. Nesse contexto, a aplicação da justiça pelos senhores feudais tinha um impacto significativo na vida dos camponeses e servos que estavam vinculados às terras desses senhores. A jurisdição senhorial incluía a aplicação da justiça, com a aplicação de penas pelo Senhor ou por juízes por ele nomeados aos servos da gleba por delitos por estes cometidos. As penas variavam, sendo frequentes as condenações a açoites, ao tronco, exposição à vergonha pública, multas ou confisco de colheitas. As penas de morte e de amputação eram reservadas à Justiça Régia. A jurisdição senhorial significava que o senhor feudal tinha autoridade legal sobre os habitantes de suas terras, incluindo os servos da gleba. Isso incluía o direito de administrar a justiça e impor penalidades por infrações cometidas dentro das fronteiras de suas terras. As penalidades aplicadas pela jurisdição senhorial eram variadas e dependiam da natureza da infração cometida. Entre as punições comuns estavam açoites, o tronco (amarrar o infrator a um poste ou tronco para receber chicotadas), exposição à vergonha pública, multas e até mesmo o confisco das colheitas. Geralmente, as penas mais graves, como a morte ou a amputação, estavam fora da alçada direta dos senhores feudais e eram reservadas à Justiça Régia. Isso significava que apenas as autoridades reais, representando o rei ou o soberano, tinham o poder de impor essas punições mais extremas. 
Os senhores feudais muitas vezes designavam juízes locais para administrar a justiça em seus domínios. Esses juízes, frequentemente, eram escolhidos entre os vassalos ou pessoas de confiança do senhor feudal. A aplicação da justiça pela jurisdição senhorial era profundamente influenciada pelos costumes locais, tradições culturais e normas sociais da época. As decisões podiam variar consideravelmente de uma região para outra e eram muitas vezes influenciadas pela posição social e política do senhor feudal. Apesar do poder significativo dos senhores feudais em suas terras, havia limites para a jurisdição senhorial. Em alguns casos, os servos podiam recorrer às instâncias superiores, como a Justiça Régia, se sentissem que estavam sendo tratados injustamente. A jurisdição senhorial desempenhou um papel crucial na estrutura social e legal da época feudal, refletindo a descentralização do sistema legal e a influência direta dos senhores feudais sobre a vida cotidiana de seus súditos. 

### Deveres e direitos
O servo habitual (não incluindo escravos ou camponeses) pagava os seus honorários e impostos sob a forma de trabalho sazonalmente apropriado. Normalmente, uma parte da semana era dedicada a arar os campos de seu senhor mantidos na propriedade, colher colheitas, cavar valas, consertar cercas e, muitas vezes, trabalhar na casa senhorial. O restante do tempo do servo era gasto cuidando de seus próprios campos, colheitas e animais, a fim de sustentar sua família. A maior parte do trabalho senhorial era segregada por gênero durante as épocas normais do ano. Durante a colheita, esperava-se que toda a família trabalhasse na lavoura. Uma grande dificuldade na vida de um servo era que o seu trabalho para o seu senhor coincidia e tinha precedência sobre o trabalho que ele tinha de realizar nas suas próprias terras: quando as colheitas do senhor estavam prontas para serem colhidas, as suas também estavam. Por outro lado, o servo de um senhor benigno poderia esperar ser bem alimentado durante o seu serviço; foi um senhor sem previsão que não forneceu uma refeição substancial aos seus servos durante as épocas de colheita e plantio. [carece de fontes] Em troca deste trabalho na propriedade do senhor, os servos tinham certos privilégios e direitos, incluindo, por exemplo, o direito para recolher madeira morta – uma fonte essencial de combustível – das florestas do seu senhor. 
Além do serviço, o servo era obrigado a pagar certos impostos e taxas. Os impostos baseavam-se no valor avaliado de suas terras e propriedades. As taxas eram geralmente pagas na forma de produtos agrícolas e não em dinheiro. A melhor ração de trigo da colheita do servo muitas vezes ia para o proprietário. Geralmente era proibida a caça e captura de caça selvagem pelos servos na propriedade do senhor. No domingo de Páscoa, a família camponesa talvez devesse uma dúzia extra de ovos e, no Natal, talvez também fosse necessário um ganso. Quando um membro da família morria, impostos extras eram pagos ao senhor como forma de alívio feudal para permitir ao herdeiro manter o direito de cultivar as terras que possuía. Qualquer jovem que desejasse casar-se com um servo fora de seu feudo era forçada a pagar uma taxa pelo direito de deixar seu senhor e como compensação pelo trabalho perdido. Muitas vezes existiam testes arbitrários para avaliar o valor dos seus pagamentos de impostos. Uma galinha, por exemplo, pode ser obrigada a saltar uma cerca de uma determinada altura para ser considerada suficientemente velha ou suficientemente boa para ser avaliada para efeitos fiscais. As restrições da servidão à escolha pessoal e económica foram aplicadas através de várias formas de direito consuetudinário senhorial e da administração senhorial e do barão da corte. Foi também uma questão de discussão se os servos poderiam ser obrigados por lei em tempos de guerra ou conflito a lutar pelas terras e propriedades do seu senhor. No caso da derrota do seu senhor, o seu próprio destino poderia ser incerto, por isso o servo certamente tinha interesse em apoiar o seu senhor. 
Dentro de suas restrições, um servo tinha algumas liberdades. Embora a sabedoria comum seja que um servo possuía "apenas a sua barriga" - até mesmo as suas roupas eram propriedade, por lei, do seu senhor - um servo ainda poderia acumular bens pessoais e riqueza, e alguns servos tornaram-se mais ricos do que os seus vizinhos livres, embora isso acontecia raramente. Um servo abastado pode até ser capaz de comprar a sua liberdade. Um servo poderia cultivar a colheita que considerasse adequada em suas terras, embora os impostos de um servo muitas vezes tivessem de ser pagos em trigo. O excedente ele venderia no mercado. O proprietário não podia desapropriar seus servos sem causa legal e deveria protegê-los das depredações de ladrões ou outros senhores, e esperava-se que ele os apoiasse por meio de caridade em tempos de fome. Muitos desses direitos eram exigíveis pelo servo no tribunal senhorial. 
As formas de servidão variaram muito ao longo do tempo e das regiões. Em alguns lugares, a servidão foi fundida ou trocada por diversas formas de tributação. A quantidade de mão de obra necessária variava. Na Polónia, por exemplo, era comum alguns dias por ano por agregado familiar no século XIII, um dia por semana por agregado familiar no século XIV, quatro dias por semana por agregado familiar no século XVII e seis dias por semana por agregado familiar no século XVIII. A servidão inicial na Polónia limitava-se principalmente aos territórios reais (królewszczyzny). “Por agregado familiar” significa que cada habitação tinha de contratar um trabalhador pelo número de dias exigido. Por exemplo, no século XVIII, seis pessoas: um camponês, a sua esposa, três filhos e um trabalhador contratado poderiam ser obrigados a trabalhar para o seu senhor um dia por semana, o que seria contado como seis dias de trabalho. Os servos serviam ocasionalmente como soldados em caso de conflito e podiam ganhar a liberdade ou mesmo o enobrecimento pelo valor em combate. Os servos podiam comprar a sua liberdade, ser alforriados por proprietários generosos ou fugir para cidades ou para terras recém-ocupadas onde poucos perguntas foram feitas. As leis variavam de país para país: na Inglaterra, um servo que se dirigia para uma cidade licenciada (ou seja, um bairro) e evitou a recaptura por um ano e um dia obteve sua liberdade e tornou-se um burguês da cidade.  

### Dependência e hierarquia
Os servos tinham um lugar específico na sociedade feudal, assim como os barões e os cavaleiros: em troca de proteção, um servo residia e trabalhava em uma parcela de terra dentro do feudo de seu senhor. Assim, o sistema senhorial exibia um certo grau de reciprocidade. Uma justificativa sustentava que servos e homens livres “trabalhavam para todos”, enquanto um cavaleiro ou barão “lutava por todos” e um clérigo “rezava por todos”; assim, todos tinham um lugar. No entanto, o servo era o mais mal alimentado e recompensado, embora, ao contrário dos escravos, tivesse certos direitos sobre terras e propriedades. Um senhor feudal não poderia vender seus servos como um romano venderia seus escravos. Por outro lado, se ele decidisse dispor de uma parcela de terra, os servos associados a essa terra ficavam com ela para servir o seu novo senhor; simplesmente falando, eram implicitamente vendidos em massa e como parte de um lote. Este sistema unificado preservou para o senhor o conhecimento há muito adquirido de práticas adequadas à terra. Além disso, um servo não poderia abandonar suas terras sem permissão, nem possuir um título vendável nelas. 
Um homem livre tornava-se servo geralmente por força ou necessidade. Às vezes, a maior força física e legal de um magnata local intimidava os proprietários livres ou proprietários alodiais à dependência. Muitas vezes, alguns anos de má colheita, uma guerra ou banditismo podem deixar uma pessoa incapaz de seguir o seu próprio caminho. Nesse caso, ele poderia fazer um acordo com o senhor de uma mansão. Em troca de obter proteção, o seu serviço era exigido: em trabalho, produção, ou dinheiro, ou uma combinação de todos. Essas barganhas foram formalizadas em uma cerimônia conhecida como “servidão”, em que um servo colocava a cabeça nas mãos do senhor, semelhante à cerimônia de homenagem onde um vassalo colocava as mãos entre as de seu suserano. Estes juramentos vinculavam o senhor e o seu novo servo num contrato feudal e definiam os termos do seu acordo. Freqüentemente, essas barganhas eram severas. 
Um "Juramento de Fidelidade" anglo-saxão do século VII afirma: "Pelo Senhor diante de quem este santuário é santo, quero que N. seja verdadeiro e fiel, e ame tudo o que ele ama e evite tudo o que ele evita, de acordo com as leis de Deus e a ordem do mundo. Nem jamais farei, por vontade ou ação, por palavra ou ação, algo que lhe seja desagradável, com a condição de que ele se apegue a mim como eu mereço, e que ele cumpra tudo como estava em nosso acordo quando eu me submeti a ele e escolhi sua vontade." 
Tornar-se servo era um compromisso que abrangia todos os aspectos da vida do servo. Os filhos nascidos de servos herdavam seu status e eram considerados nascidos na servidão. Ao assumir os deveres da servidão, as pessoas vinculavam a si mesmas e aos seus descendentes. A classe social do campesinato pode ser diferenciada em categorias menores. Essas distinções eram muitas vezes menos claras do que sugeridas pelos seus diferentes nomes. Na maioria das vezes, havia dois tipos de camponeses: homens livres, trabalhadores cujo mandato dentro da mansão era propriedade perfeita e vilões. Classes mais baixas de camponeses, conhecidos como cottar (agricultor) ou bordars, geralmente compreendendo os filhos mais novos dos vilões; mendigos; e escravos, constituíam a classe mais baixa de trabalhadores. 

### Vilões
Um vilão representava o tipo mais comum de servo na Idade Média. Os vilões tinham mais direitos e status mais elevado do que o servo mais baixo, mas existiam sob uma série de restrições legais que os diferenciavam dos homens livres. Villeins geralmente alugava pequenas casas, com um pedaço de terreno. Como parte do contrato com o proprietário, o senhor do feudo, esperava-se que passassem parte do tempo trabalhando nos campos do senhor. O resto do tempo era gasto cultivando suas próprias terras para lucro próprio. Villeins estava vinculado às terras de seu senhor e podia deixá-las sem sua permissão. Seu senhor também frequentemente decidia com quem eles poderiam se casar. Como outros tipos de servos, os vilões tinham de prestar outros serviços, possivelmente além de pagar aluguel em dinheiro ou produtos. Os villeins foram de alguma forma retidos em suas terras e, por maneiras não mencionadas, não podiam se mudar sem o consentimento de seu senhor e a aceitação do senhor para cujo feudo eles propunham migrar. Os vilões geralmente eram capazes de manter suas próprias propriedades, ao contrário dos escravos. A vilania, ao contrário de outras formas de servidão, era mais comum no feudalismo da Europa Continental, onde a propriedade da terra se desenvolveu a partir das raízes do direito romano. 
Uma variedade de tipos de vilanismo existiam na Europa na Idade Média. Meio-vilões recebiam apenas metade das faixas de terra para uso próprio e deviam um complemento total de trabalho ao senhor, muitas vezes forçando-os a alugar seus serviços a outros servos para compensar essas dificuldades. A vilania não era uma relação de exploração puramente unidirecional. Na Idade Média, a terra dentro da mansão de um senhor fornecia sustento e sobrevivência, e ser um vilão garantia acesso à terra e colheitas protegidas contra roubo por ladrões saqueadores. Os proprietários, mesmo que tivessem o direito legal de fazê-lo, raramente expulsavam os vilões por causa do valor do seu trabalho. A vilania era muito preferível a ser um vagabundo, um escravo ou um trabalhador sem terra. Em muitos países medievais, um vilão poderia ganhar a liberdade fugindo de uma mansão para uma cidade ou bairro e vivendo lá por mais de um ano; mas esta acção envolveu a perda de direitos à terra e de meios de subsistência agrícolas, um preço proibitivo, a menos que o proprietário fosse especialmente tirânico ou as condições na aldeia fossem extraordinariamente difíceis. Na Inglaterra medieval, existiam dois tipos de vilões - vilões que estavam vinculados à terra e vilões em bruto que podiam ser comercializados separadamente da terra.  
Na Inglaterra, de 1086, haviam termos correlatos para designar os servos: bordar e cottar, derivados do francês.  Em termos de status, o bordar ou cottar era classificado abaixo de um servo na hierarquia social de uma mansão, possuindo uma casa de campo, um jardim e terra apenas o suficiente para alimentar uma família. Na Inglaterra, isso compreendia entre cerca de 1 e 5 acres (0,4 e 2,0 hectares). De acordo com um estatuto elisabetano, a Lei de Construção de Casas de Campo de 1588, a casa de campo teve que ser construída com pelo menos 4 acres (0,02 km2; 0,01 sq mi) de terreno. As posteriores Leis de Cercamentos (de 1604 em diante) removeram o direito dos cotars a qualquer terra: "antes da Lei de Cercamentos, o aldeão era um trabalhador agrícola com terra e depois da Lei de Cercamentos, o aldeão era um trabalhador rural sem terra". Os bordars e cottars não possuíam seus bois ou cavalos de tração. A Inglaterra era composta por 12% de proprietários livres, 35% de servos ou vilões, 30% de camponeses e bordares e 9% de escravos. 
"Smerd" e "kholop" são termos históricos associados à sociedade medieval russa, especialmente durante o período do feudalismo. Esses termos referem-se a diferentes categorias de camponeses ou servos, e suas conotações variam em diferentes períodos da história russa. Smerdy eram um tipo de servo acima dos kholops na Polônia medieval e na Rússia de Kiev. Kholops eram a classe mais baixa de servos na Rússia medieval e no início da modernidade. Eles tinham status semelhante ao dos escravos e podiam ser comercializados livremente. O termo "smerd" (ou "smird") era usado na Rússia medieval para descrever camponeses livres ou agricultores que possuíam sua própria terra. Ao longo do tempo, a posição social e os direitos dos smerdy podiam variar. Inicialmente, eles eram camponeses livres que possuíam terras, mas à medida que a sociedade russa feudal se desenvolvia, a condição dos smerdy podia se tornar mais vinculada à terra de senhores feudais, perdendo parte de sua liberdade original. O termo "kholop" era utilizado para descrever camponeses ou servos que estavam em uma posição de servidão mais estrita. Kholops eram geralmente dependentes do senhor feudal ou do Estado, e suas condições de vida e trabalho eram mais restritivas do que as dos smerdy. Ao contrário dos smerdy, os kholops eram considerados como propriedade dos senhores feudais ou do Estado em alguns casos. Eles não possuíam a mesma autonomia ou liberdade que os smerdy. 
O último tipo de servo era o escravo. Os escravos tinham menos direitos e benefícios do feudo. Eles não possuíam terras arrendadas, trabalhavam exclusivamente para o senhor e sobreviviam de doações do proprietário. Sempre foi do interesse do senhor provar que existia um arranjo servil, pois isso lhe conferia maiores direitos a taxas e impostos. O status de um homem era uma questão fundamental na determinação dos direitos e obrigações de uma pessoa em muitos dos processos judiciais senhoriais da época. Além disso, escravos fugitivos poderiam ser espancados se fossem pegos. A servidão foi significativamente mais comum do que a escravidão durante todo o período feudal. O vilão era o tipo de servo mais comum na Idade Média. Os villeins tinham mais direitos e status do que aqueles mantidos como escravos, mas estavam sob uma série de restrições legais que os diferenciavam dos homens livres. Dentro das suas restrições, um servo tinha alguma liberdade. Embora o senso comum seja que um servo possuía “apenas sua barriga” – até mesmo suas roupas eram propriedade, por lei, de seu senhor – um servo ainda poderia acumular propriedades pessoais e riqueza, e alguns servos tornaram-se mais ricos do que seus vizinhos livres, embora isso fosse uma exceção à regra geral. Um servo abastado pode até ser capaz de comprar a sua liberdade. 

## Servidão e escravidão
A servidão é diferente da escravidão, já que que a condição dos servos era distinta da dos escravos. A relação que os servos tinham com os seus senhores, embora de clara dependência, era bilateral. O senhor concedia aos servos terra (gleba) para viverem e cultivarem, assegurando-lhes protecção contra ataques externos. Em troca os servos deviam ao senhor pesados e variados impostos da sua produção particular e eram obrigados a trabalhar no manso senhorial (terras do senhor) certos dias por semana (em regra 2 a 3 dias de Sol a Sol). Eram obrigados a participar como peões nas forças militares do senhor ou a servir como mão-de-obra em construções senhoriais. Os servos estavam também sujeitos à justiça senhorial. A condição de servo da gleba era hereditária e inamovível: os servos não podiam abandonar a jurisdição senhorial (daí não serem considerados livres), mas o senhor também não os podia expulsar das suas terras. Por diferença com os futuros trabalhadores assalariados, além de não serem livres os servos da gleba não recebiam salário.
Já os escravos eram equiparados a "coisas", sendo propriedade do seu senhor. Podiam ser comprados e vendidos, herdados ou até mesmo alugados como mercadoria, mediante preço fixado entre as partes. Os escravos deviam plena obediência ao seu senhor, podendo este castigá-los como entendesse. Eram usados como força de trabalho exclusivamente a favor do seu senhor.

## Servidão por país e localização

### Américas

#### Império Asteca
No Império Asteca, a classe Tlacotin tinha semelhanças com a servidão. Mesmo no seu auge, os escravos representavam apenas 2% da população. 

### Império Bizantino
Os paroikoi eram o equivalente bizantino dos servos. 

#### França
A servidão em França começou a diminuir após a Peste Negra em França, quando a falta de força de trabalho tornou a alforria mais comum a partir desse momento e, no século XVIII, a servidão tornou-se relativamente rara na maior parte da França. Em 1779, as reformas de Jacques Necker aboliram a servidão em todas as terras da Coroa na França. Com a eclosão da Revolução Francesa de 1789, entre 140.000 e 1.500.000 servos permaneciam na França, a maioria deles em terras clericais em Franche-Comté, Berry, Borgonha e Marche.   No entanto, embora a servidão formal já não existisse na maior parte da França, as leis senhoriais feudais ainda concediam aos nobres proprietários muitos dos direitos anteriormente exercidos sobre os servos, e os camponeses de Auvergne, Nivernais e Champagne, embora formalmente não fossem servos, ainda não podiam circular livremente.  A servidão foi formalmente abolida na França em 4 de agosto de 1789, e os direitos feudais restantes que davam aos proprietários direitos de controle sobre os camponeses foram abolidos em 1789-93. 

#### Irlanda Gaélica
Na Irlanda gaélica, um sistema político e social existente na Irlanda desde o período pré-histórico (500 a.C. ou anterior) até a conquista normanda (século XII d.C.), o Bothach ("morador de cabana"), fuidir (talvez ligado a fot, "solo") e sencléithe ("antiga casa de habitação") eram inquilinos servis semi-livres de baixa classificação, semelhantes aos servos.    
De acordo com Laurence Ginnell, o sencléithe e o Bothach "não eram livres para deixar o território exceto com permissão e, na prática, geralmente serviam ao flaith [príncipe]. Eles não tinham direitos políticos ou de clã, não podiam processar nem aparecer como testemunhas, e não eram livres para celebrar contratos. Eles só podiam comparecer a um tribunal de justiça em nome do flaith ou de outra pessoa a quem pertenciam, ou a quem serviam, ou obtendo de um aire do tuath ao qual eles tinham permissão para processar em seu nome. "  
Um fuidir foi definido por D. A. Binchy como "um 'inquilino à vontade', estabelecido pelo senhor (flaith) em uma parte das terras deste último; seus serviços para o senhor é sempre indefinido. Embora a sua condição seja servil, ele conserva o direito de abandonar a sua propriedade, mediante aviso prévio ao senhor e entregando-lhe dois terços dos produtos da sua criação.  

#### Polônia
A servidão na Polónia tornou-se a forma dominante de relacionamento entre os camponeses e a nobreza no século XVII e foi uma característica importante da economia da Comunidade Polaco-Lituana, embora as suas origens remontem ao século XII. Os primeiros passos para a abolição da servidão foram promulgados na Constituição de 3 de maio de 1791, e foram essencialmente eliminados pelo Manifesto Połaniec. No entanto, estas reformas foram parcialmente anuladas pela divisão da Polónia. Frederico, o Grande, aboliu a servidão nos territórios que ganhou com a primeira divisão da Polónia. Ao longo do século XIX, foi gradualmente abolido nos territórios polacos e lituanos sob controlo estrangeiro, à medida que a região começou a industrializar-se. 

#### Rússia
A servidão tornou-se a forma dominante de relação entre os camponeses russos e a nobreza no século XVII. A servidão só existia nas áreas central e sul do Império Russo. Nunca foi estabelecido no Norte, nos Urais e na Sibéria. De acordo com a Enciclopédia de Direitos Humanos: "Em 1649, até três quartos dos camponeses da Moscóvia, ou 13 a 14 milhões de pessoas, eram servos cujas vidas materiais mal se distinguiam das dos escravos. Talvez outros 1,5 milhões tenham sido formalmente escravizados, com escravos russos servindo senhores russos."  Os mais de 23 milhões de servos privados da Rússia (cerca de 38% da população total) foram libertados dos seus senhores por um decreto de Alexandre II em 1861. Os proprietários foram compensados através de impostos sobre os servos libertados. Os servos do Estado foram emancipados em 1866. 